# ليو تشينغ (سيدة أعمال)
 ليو تشينغ (مواليد 1978 في بكين ) هي سيدة أعمال صيني، ليو هي رئيس Didi Chuxing، المعروف سابقًا باسم Didi Kuaidi، وأكبر منصة نقل متنقلة في الصين عملت في Goldman Sachs جولدمان ساكس لمدة 12 عامًا، وأصبحت مديرًا إداريًا في عام 2012، قبل أن تنتقل إلى Didi Dache في منصب الرئيس التنفيذي للعمليات في يوليو 2014.
بعد انضمامها إلى Didi Dache، قادت الاندماج الاستراتيجي بين Didi Dache ومنافسها الرئيسي Kuaidi Dache الذي أنشأ بعد ذلك شركة جديدة لإشادة السيارات باسم Didi Kuaidi، في عام 2015 تم تغيير اسمها ليصبح Didi Chuxing).

## عنها
ولدت ليو عام 1978 في بكين - الصين، وهي ابنة رجل الأعمال الصينيليو تشوانزي مؤسس مجموعة لينوفو، وحفيدة ليو غوشو وهو وكان أحد كبار المسئولين المصرفيين التنفيذيين في بنك الصين، حصلت ليو على درجة البكالوريوس في علوم الكمبيوتر من جامعة بكين، ودرجة الماجستير في علوم الكمبيوتر من جامعة هارفارد  حصلت على دكتوراه فخرية في العلوم التجارية من جامعة نيويورك.

## الحياة الشخصية
تعيش ليو حاليًا في بكين مع عائلتها، وفي أكتوبر 2015 أعلنت ليو أنها تعالج من سرطان الثدي في سن 37  ، وفي أوائل ديسمبر 2015 نشرت على Weibo أنها ستعود إلى العمل بحلول نهاية ديسمبر بعد علاج لمدة شهرين وفقًا لـ DiDi التي اعلنت وقتها أنها بخير الآن.

## التكريمات والجوائز
2018:
أعلى 10 سيدات أعمال في الصين في 10 سنوات حسب مجلة رجال الأعمال الصينيين.
2018 صنفت ضمن أعلى 100 سيدة أعمال حسب فوربس الصينية 
2017
صنفت ضمن أكثر 100 شخصية مؤثرة حسب مجلة التايم
أقوى امرأة دولية حسب منظمة فورتشن 
مجتمع آسيا - آسيا لعبة مغير 
أقوى نساء العالم في مجال التكنولوجيا حسب فوربس 2017 
صنفت ضمن أعلى 100 سيدة أعمال حسب فوربس الصينية 2017 
مراجعة Nikkei الآسيوية - وكلاء التغيير في عام 2017 
سبع نساء قويات في مجال التمويل حسب تصنيف ليدج ليج 
النساء الأكثر قوة في الصين 
أكثر 20 شخصًا تأثيرًا في مجال التكنولوجيا حسب التايم 
قائمة إنشاءات فانيتي فير الجديدة 
2016
نساء العام حسب فاينانشيال تايمز 
أقوى امرأة دولية حسب منظمة فورتشن 
النساء الأكثر قوة في الصين 
شركة سريعة - أكثر المبدعين في الأعمال التجارية 
WIRED-25 العباقرة الذين يخلقون مستقبل الأعمال 
الأم العاملة - أقوى 50 أم 
مجلة رواد الأعمال الصينيين - سيدات الأعمال للعام 
سلكي- سلكي 100 
قائمة إنشاءات فانيتي فير الجديدة 
2015
ثروة الصين - أكثر سيدات الأعمال تأثيراً 
النساء في الصين - النساء الأكثر تأثيرًا في الصين 
12 سيدة أعمال من فوربس آسيا 
المنتدى الاقتصادي العالمي - قادة عالميون شباب 
مجلة رواد الأعمال الصينيين- أفضل سيدات الأعمال في الصين 
2013
أفضل سيدات الأعمال في الصين حسب مجلة رجال الأعمال الصينيين